# Goldene Adlerhütte
Goldene Adlerhütte  (amtlich: Adlerhütte (goldene); in der Mundart: Schmölds) ist ein Gemeindeteil des Marktes Wirsberg im oberfränkischen Landkreis Kulmbach in Bayern. Goldene Adlerhütte liegt in der Gemarkung Neufang.

## Lage
Der Weiler liegt – allseits von Wald umgeben – im tief eingeschnittenen Tal des Koserbachs. Die Kreisstraße KU 1 führt nach Wirsberg (1,3 km südlich) bzw. nach Cottenau (1,3 km nordöstlich). Ein Wirtschaftsweg führt zur Schlackenmühle (0,9 km nördlich). Im Ort befindet sich der Ilsestein, im Süden gibt es eine Felsformation und den Adlerstein. Diese sind allesamt als Geotope ausgezeichnet.

## Geschichte
1714 wurde an der Stelle der im 17. Jahrhundert eingegangenen „Neuen Schmelz“, einem Kupferschmelzwerk, vom markgräflichen Bergamt Goldkronach eine Vitriolhütte errichtet. 1719 wurde diese an eine Gewerkschaft verpachtet. 1756 verkaufte des Bergamt sämtliche 128 Kuxe an Jakob Friedrich Püttner, einem Kauf- und Handelsherrn aus Hof. Unter ihm erlebte das Vitriolwerk seine Blütezeit. Ab den 1820er Jahren war der Ertrag der Goldenen Adlerhütte infolge der böhmischen Konkurrenz nicht mehr gewinnbringend. Es kam zum zunehmenden Verfall, 1865 wurde die Vitriofabrikation eingestellt. Ab 1912 entstand unter der Leitung von Eduard Margerie die Kuranstalt Adlerhütte. Bis heute wird die Kuranstalt zur Behandlung von psychischen Erkrankungen genutzt.

### Verwaltung
Das Hochgericht übte das bayreuthische Vogteiamt Wirsberg aus. Von 1797 bis 1810 unterstand Goldene Adlerhütte dem Justiz- und Kammeramt Kulmbach. Mit dem Gemeindeedikt wurde der Ort dem 1811 gebildeten Steuerdistrikt Wirsberg und der im selben Jahr gebildeten Munizipalgemeinde Wirsberg zugewiesen. 1812 erfolgte die Überweisung an das Steuerdistrikt und Ruralgemeinde Neufang. Am 1. April 1971 wurde Goldene Adlerhütte in die Gemeinde Wirsberg eingegliedert.

### Einwohnerentwicklung
| Jahr      | 001809 | 001818 | 001861 | 001871 | 001885 | 001900 | 001925 | 001950 | 001961 | 001970 | 001987 |
| Einwohner | 43     | 45     | 18     | 9      | 29     | 14     | 6      | 34     | 25     | 22     | 32     |
| Häuser    |        | 4      |        |        | 3      | 2      | 3      | 4      | 4      |        | 8      |
| Quelle    | [ 13 ] | [ 10 ] | [ 14 ] | [ 15 ] | [ 16 ] | [ 17 ] | [ 18 ] | [ 19 ] | [ 20 ] | [ 21 ] | [ 1 ]  |

## Religion
Goldene Adlerhütte ist evangelisch-lutherisch geprägt und nach St. Johannis gepfarrt.